# トマス・S・レイ
トマス・S・レイ（英: Thomas S. Ray、1954年9月21日 - ）は、生態学者である。人工生命プログラムのTierraがよく知られている。通称、トム・レイ。
1975年、彼は Donald R. Strong と共同で反屈光性（skototropism）に関する論文を執筆し、サイエンス誌(190: 804-806)に発表し、フロリダ州立大学でもさらに実験を行うなど研究テーマとして作業を続けた。ハーバード大学での博士論文もこのテーマの延長上のものであった。
現在、オクラホマ大学にて動物学の教授と計算機科学の准教授を務めている。
国際コア戦争協会（International Core War Society、ICWS）の初期のメンバーでもある。